# Le Dégel
Le Dégel ou La Débâcle (en russe : Оттепель) est un tableau paysager du peintre russe Fiodor Vassiliev (1850-1873), réalisé en 1871. Il fait partie des collections de la Galerie Tretiakov (sous le n° d'inventaire 904). Ses dimensions sont de 53,5 × 107 cm,,.
Le tableau est réalisé par Vassiliev au début de l'année 1871. Au printemps de la même année, il est présenté au concours de la Société impériale d'encouragement des beaux-arts, où il reçoit le premier prix. Peu de temps avant qu'il soit achevé, il est acquis par Pavel Tretiakov,.
La copie réalisée par l'auteur lui-même, commandée par le grand-duc Alexandre (futur empereur Alexandre III), en 1872, a d'abord été envoyée à Londres lors de l'exposition internationale, où elle a été hautement appréciée par la critique britannique, qui écrit que « avec une telle originalité, il est peu probable que l'on n'y reconnaisse pas la présence d'un très grand talent ».
De nombreuses années plus tard, les critiques d'art ont noté le caractère audacieux et novateur de ce paysage, qui a ouvert « de nouvelles perspectives et de nouvelles possibilités d'exprimer un nouveau contenu, une nouvelle manière de voir, en évitant de suivre les règles narratives de la peinture de genre ». Ce tableau Le Dégel est l'un des plus connus de Fiodor Vassiliev, qui meurt de tuberculose à l'âge de vingt-trois ans, deux ans et demi après la création de cette toile.

## Histoire
Le travail préparatoire de Fiodor Vassiliev sur le sujet et la composition du futur tableau Le Dégel a commencé en 1870 (une des études pour ce tableau date de 1870). Le peintre a passé les mois d'été de cette année sur la Volga, réalisant un certain nombre de toiles, parmi lesquelles Vue sur la Volga, Barques (Musée russe) et Lagunes de la Volga (Galerie Tretiakov), ou encore Rive de la Volga après l'orage (Galerie Tretiakov), dont le travail s'est étendu jusqu'au mois d'avril 1871. Selon la critique d'art Faïna Maltseva, « on peut affirmer avec certitude que la naissance de Le Dégel a été préparée par le voyage sur la Volga », car d'une part, la vie parmi les paysans a enrichi l'artiste d'impressions liées aux questions sociales, et d'autre part, le travail de représentation des paysages lui a été facilité « par la vue des paysages lointains le long de la Volga ».
Fiodor Vassiliev a réalisé la version finale de Le Dégel au début de l'année 1871, en un délai d'un mois. Au printemps 1871, le tableau a été présenté à un concours à la Société impériale d'encouragement des beaux-arts et a remporté le premier prix. Et ceci devant la toile d'Alekseï Savrassov Monastère de Petcherski près de Nijni Novgorod, qui a valu le deuxième prix à son auteur. La toile Le Dégel a été achetée par Pavel Tretiakov avant même le début de l'exposition.
Le grand-duc Alexandre Alexandrovitch (futur Alexandre III) a commandé à Vassiliev une copie d'auteur de Le Dégel, dont la réalisation a pris un peu plus d'un mois. Dans une lettre du 5 avril 1871, Vassiliev demande au grand-duc de l'excuser pour son long silence : « Vous m'avez écrit pour me dire que vous ne saviez pas si j'avais commencé la copie de mon tableau que vous m'avez acheté… Je puis maintenant vous informer que le concours s'est terminé le 2 avril 1871. J'espère terminer cette copie pour les derniers jours d'avril ». En mai 1871, le peintre achève son travail de copie et il peut remettre l'original à Tretiakov, ayant terminé la copie destinée au grand-duc Alexandre.
La même année 1871, le tableau est exposé à l'exposition de Société moscovite des amateurs d'art (ru). Dans le compte rendu publié le 28 octobre 1871 de La Gazette de Moscou, une attention particulière est accordée par le critique Vladimir Tchouïko (ru) (dans son article signé de son pseudonyme V. V.) à deux tableaux présentés à l'exposition : Le Dégel de Fiodor Vassiliev et Les freux sont de retour d'Alexeï Savrassov.

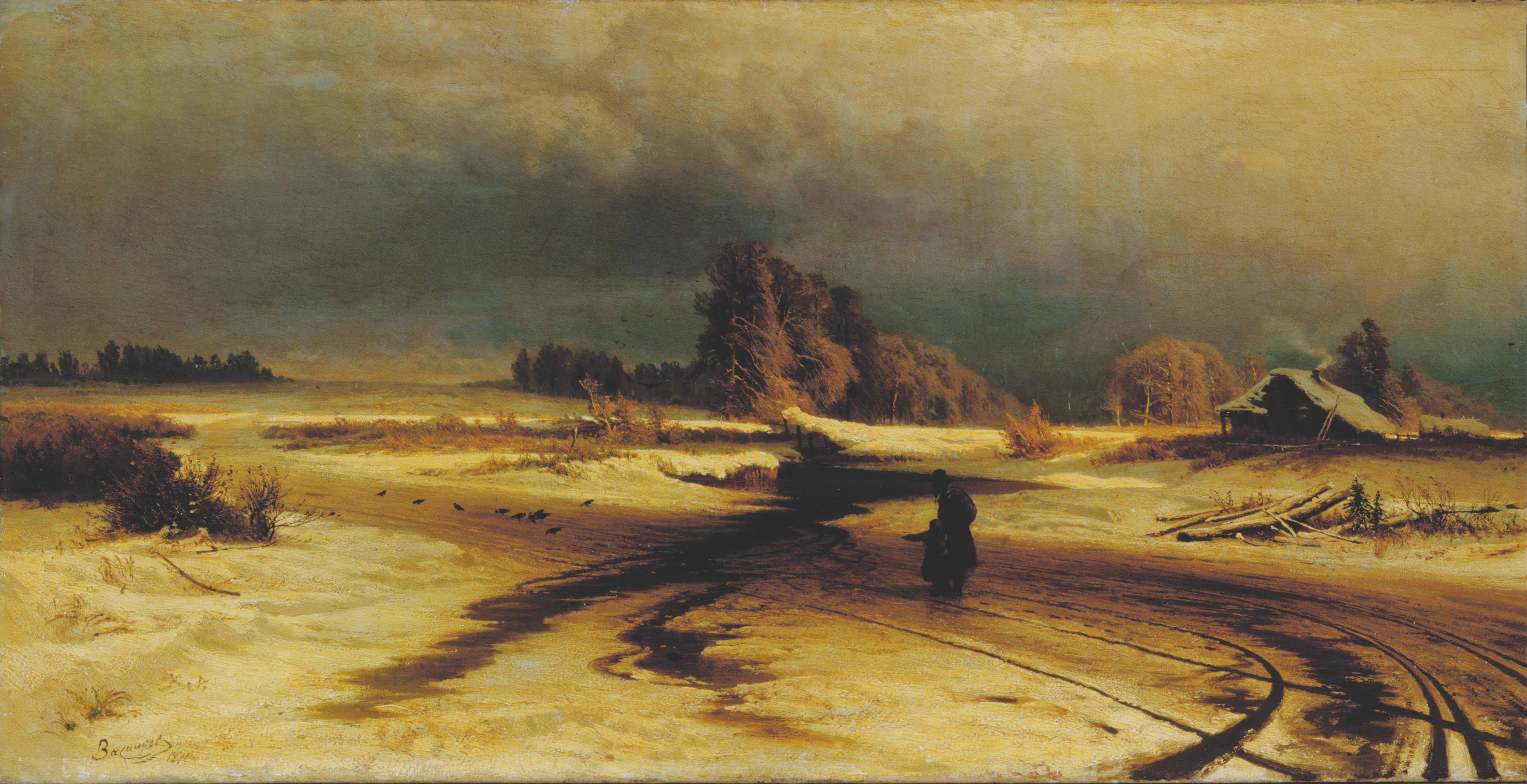
Le Dégel (copie d'auteur, 1871, toile, huile,, Musée russe)

Après la réception de la copie de Le Dégel par le client, la toile est transférée par le grand-duc Alexandre au Palais Anitchkov. En 1872, la copie d'auteur du grand-duc Alexandre est envoyée à l'exposition internationale de Londres de 1872, où elle a été primée et reçoit des critiques élogieuses dans la presse anglaise. Ainsi, dans un article publié le 6 mai 1872, la revue Morning Post exprime le désir de voir Vassiliev venir à Londres pour peindre « les rues de Londres pendant le dégel rapide, car personne ne peindrait cela mieux que lui ». Et il poursuit : « regardez son excellent tableau Le Dégel, la boue humide, la neige sale et brune ; remarquez les ornières, l'eau qui s'écoule et toute cette gadoue et dites-moi si ce n'est pas l'artiste rêvé pour réaliser cela ». Aujourd'hui, la copie de Le Dégel se trouve au Musée russe à Saint-Pétersbourg (reprise à l'inventaire sous le no Ж-4105), où elle est entrée en provenance du Palais Anitchkov en 1928,,.
Au printemps 1871, Fiodor Vassiliev est atteint de tuberculose. Il a vingt ans seulement, et les médecins insistent pour qu'il aille se faire soigner dans le sud dans des régions plus chaudes. Peu après avoir terminé le copie du tableau Le Dégel, le 22 mai 1871, il quitte Saint-Pétersbourg pour le gouvernement de Kharkov, et s'installe au domaine de Khoten (ru), appartenant à Pavel Stroganov (ru) et à son épouse Anna Dmitrievna. Le 18 juin de la même année, il quitte Khoten pour la Crimée, et Yalta, où il passe les deux dernières années de sa courte vie. C'est ainsi que l'on peut considérer Le Dégel comme la limite entre la période de Saint-Pétersbourg de Vassiliev et celle de Crimée.

## Description
Le tableau représente un paysage dans un pays froid, dont la route est déjà transformée en raspoutitsa après la fonte des glaces. Seuls les oiseaux, représentés sur la gauche du tableau, et la figure du voyageur et de l'enfant, se tenant près de la flaque formée par la glace fondue, animent le paysage. La mélancolie du tableau est complétée par des arbres gelés dans le fond du tableau et l'isba dont le toit est recouvert de neige. Le sentiment de tristesse provoqué par la vue de la raspoutitsa est accentué par le format étiré de la toile. Les conditions météorologiques incertaines et la morosité qui en résulte sont exprimées par un coup de pinceau délicat, que transmet habilement la texture de la neige, les traces des patins des traineaux et le manteau neigeux.
Une diagonale clairement représentée dans la composition forme le tracé de la route, qui sert de pièce maîtresse au motif paysager et détermine le contenu essentiel du tableau. Le format étiré horizontalement du tableau renforce l'impression de longueur de la route. Le fait que près du voyageur se trouve un enfant n'atténue pas le sentiment de solitude parmi des étendues enneigées, mais au contraire complète l'idée de longueur du chemin à parcourir pour un petit homme au milieu de cette plaine enneigée.
Vassiliev s'éloigne dans ce tableau du schéma triangulaire classique et fréquent dans les paysages romantiques : à l'arrière-plan ne se trouve aucun schéma de fermeture (entre les groupes d'arbres est ménagé un écart), et l'espace visuel est seulement approfondi par des nuages menaçants qui planent au-dessus de la plaine.

## Esquisses et études
À la Galerie Tretiakov, se trouve également un tableau intitulé Hiver (ou Dégel) (papier sur carton, huile, 16 × 28,3 cm, à l'inventaire sous le no 11029),,. Les historiens d'art pensent que c'est le reflet de l'idée originale de Vassiliev dans Le Dégel en 1871. Ce paysage Hiver a été acquis par l'artiste et collectionneur Ilya Ostroukhov auprès d'un antiquaire du nom d'Ivan Chione et Ostroukhov l'a gardé dans ses collections. Après la mort d'Ostroukhov, en 1929, sa collection a été dispersée et le tableau est arrivé dans celles de la galerie Tretiakov.
Une autre étude de Fiodor Vassiliev porte également le nom de Dégel et date de 1870 (toile, huile, 26 × 33 cm), et se trouvait dans les collections de Kozma Soldatenkov, puis du musée Roumiantsev. Selon les documents du musée Roumiantsev, après la dissolution de ce dernier en 1924, l'étude a été transférée au musée d'Art de Samara, mais pour une raison inconnue n'y serait jamais entrée. Son emplacement actuel n'est pas connu,.
Parmi les études préparatoires ayant servi de base au développement du tableau terminal, les critiques d'art classent également Paysage campagnard ou Village. Raspoutitsa, 1870, papier, sépia, 17 × 28 cm, qui se trouve à la Galerie nationale d'Art de Perm.
En outre, à la Galerie Tretiakov est conservée une esquisse intitulée Dégel (toile, huile, 21 × 43 cm, à l'inventaire sous le n° Ж-591), achetée en 1969 auprès d'un collectionneur de Moscou du nom de N. Sokolov.
|  |  |  |  |

## Critiques
Le peintre Ivan Kramskoï, comparant Le Dégel à la toile réalisée deux ans plus tôt par Vassiliev Dans les montagnes de Crimée, note à quel point ces tableaux sont différents et par quel gouffre terrible ils sont séparées. Dans une lettre à Fiodor Vassiliev du 28 février 1873, il écrit : « Le tableau Le Dégel est tellement chaleureux, fort, audacieux, avec son grand contenu poétique et en même temps sa jeunesse <...> et bien que résolument nouveau, il possède des racines lointaines »,.
Le critique d'art Alekseï Fiodorov-Davydov écrit que « Le Dégel est la première toile significative de Fiodor Vassiliev, qui marque la fin de l'apprentissage et l'arrivée sur le chemin de l'indépendance créative ». La nouveauté de cette œuvre vient de la réalisation de sa composition, du staffage, de l'intérêt et de l'intensité du sujet qui vise à « l'interprétation idéologique de la nature russe, la révélation de son caractère national ». En comparant Le Dégel au tableau de Savrassov Les freux sont de retour, réalisé la même année, le critique remarque le lyrisme des deux tableaux, mais observe aussi leurs différences. Le lyrisme de Savrassov correspond de manière claire et précise au sujet de la toile. Le lyrisme de Vassiliev est plus général et devient lui-même le sujet même de la toile.
Le critique et musicologue Boris Assafiev (pseudonyme Igor Glebov) considère le tableau Le Dégel comme l'un des meilleurs exemples de combinaison du lyrisme dans la représentation de la nature russe tout en respectant la discipline stricte de son auteur. Selon lui, dans ce tableau « la composition est régie par le thème de la route, le long chemin russe, qui s'étend sur des dimensions infinies et sur lequel des millions de gens ont réfléchi si souvent à la vie et à la mort, ont changé d'avis ou de sentiments ».
À propos de la toile Le Dégel, l'historienne d'art Faïna Maltseva écrit qu'elle « frappe par son audace dans le choix d'un motif de paysage aussi inhabituel, avec sa généralisation artistique tout aussi audacieuse et son anxiété pénétrante, comme si était enlevé à l'homme l'espoir du renouveau printanier de la nature ». L'historienne écrit que la toile « ouvre de nouvelles perspectives et de nouvelles possibilités pour le paysage, d'exprimer un contenu idéologique en se passant du système de la narration de genre ».
Peter Leek remarque que Le Dégel et Les Freux sont de retour réalisés la même année 1871 ont été les œuvres les plus remarquées de la première exposition des Ambulants. Ces toiles représentent « le point de rupture entre le romantisme académique qui prévalait jusque-là dans le paysage et une réalisation plus réaliste de la nature ».
Dominique Fernandez note que « Fedor Vassiliev a laissé des paysages animés d'une intense tension dramatique, Dégel <...> hymnes à l'immensité et au mystère de la nature. Quand on pense que ce peintre est mort à vingt-trois ans, la qualité de ses toiles n'en paraît que plus extraordinaire ».